# 1128
1128 (MCXXVIII) je bilo prestopno leto, ki se je po julijanskem koledarju začelo na nedeljo.

## Dogodki

### Slovenija
- 21. december - Po smrti oglejskega patriarha Gerarda I. sedisvakanca, ki traja tri leta. 1129 ↔

### Evropa
- 17. junij - Poroka med komaj 14 letnim sinom anžujskega grofa Godfrejem in Matildo Angleško, hčerko angleškega kralja Henrika I. in vdovo rimsko-nemškega cesarja Henrika V.. Matilda je sicer ogorčena nad očetovo odločitvijo, da izbere Godfreja, sina grofa Fulka Anžujskega, ki je daleč pod njenim stanom, vendar se mora ukloniti očetovi volji, ki išče zaveznika v boju proti novemu flandrijskemu grofu Vilijemu Clitu.
- Novi flandrijski grof Vilijem Clito ima velike težave s prevzemom grofije. Upori avtonomističnih baronov se vrstijo in Vilijem nadzoruje zgolj ozek pas Flandrije na meji s Francijo.↓
- 21. junij → Bitka pri Axspoelu: flandrijski grof Vilijem Clito premaga avtonomistično koalicijo baronov pod vodstvom Thierrya iz Alzacije, vendar je huje ranjen.
- 24. junij - Bitka pri São Mamedeju: začetek portugalske neodvisnosti. Vojska portugalskega grofa Afonza Henrika premaga vojsko njegove matere, grofice-vdove Tereze Portugalske. Čeprav kastiljski in leonski kralj Alfonz VII. podpira Afonza v boju proti materi in njenemu ljubimcu, na drugi strani baroni, ki podpirajo Afonza, pogojujejo svojo pomoč z neodvisnostjo od kraljevine Leon in s tem od kralja Alfonza VII., ki kraljuje Kastiliji, Leonu, Galiciji in Toledu.
- 29. junij - Švabski vojvoda Konrad III. se po kronanju za nemškega (proti)kralja prejšnje leto da kronati še za italijanskega kralja. Če je prvo kronanje sporno, se slednje priznava za veljavno, saj s tem prehiti pravega nemškega kralja Lotarja III. ↓
- → Medtem ko se da Konrad III. kronati za italijanskega kralja, nemški kralj Lotar III. napade njegove podpornike v Nemčiji.
- 27. julij - Ustanovitev mesta Bruges v Flandriji.
- 28. julij - Vilijem Clito umre zaradi gangrene. Francoski kralj Ludvik VI. prizna de facto stanje in flandrijsko grofijo podeli voditelju upora Thierryu iz Alzacije. ↓
- → Med angleškim kraljem Henrikom I. in francoskim kraljem Ludvikom VI. je sklenjen mir.

- 22. avgust - Papež Honorij II. potrdi sicilskega grofa in dediča Rogerja II. za vojvodo Apulije, medtem ko druge nazive še pridrži (knez Beneveneta, knez Kapue, knez Tarenta, vojvoda Kalabrije, vojvoda Amalfija).↓
- → Roger II. Sicilski se v odsotnosti tarantskega kneza Bohemonda II. Antiohijskega polasti kneževine Tarant.
- Pod škotskim kraljem Davidom I. je ustanovljena Opatija Holyrood, Edinburgh.
- Bizantinski cesar Ivan II. Komnen zaustavi vpade Madžarov v bizantinsko Srbijo.

### Azija
- 12. februar - Umrlega damaščanskega atabega Tugtakina nasledi njegov sin Buri.
- Kitajska: prva izvidnica Kitanov iz poražene vojske cesarstva Liao, ki prodira proti zahodu, doseže oazo Kašgar na skrajnem zahodu Tarimske kotline in hkati obmejni del ozemlja Kara-hanidskega kanata. 1129 ↔
- Zadnja cesarja severnega Songa Huizong in njegov sin Qinzong, ki sta v ujetništvu na dvoru dinastije Jin, obiščeta tempelj prednikov cesarjev dinastije Jin. Za "nagrado" dobita  plemiški naziv markizov s poniževalnim nadimkom.

## Rojstva
Neznan datum
- Absalon, danski nadškof, vojskovodja († 1201)
- Adolf II., holsteinski grof († 1164)
- Elizabeta Ogrska, velikopoljska vojvodinja († 1154)
- Heraklij iz Cezareje, latinski jeruzalemski patriarh († 1191)
- Ludvik II., deželni grof Turingije († 1172)
- Margareta Navarska, princesa, sicilska kraljica, regentinja († 1183)
- Oton I., brandenburški mejni grof († 1184)
- Soběslav II., češki vojvoda († 1180)
- Sveta Rozalija, sicilska svetnica († 1165)

## Smrti
- 28. julij - Vilijem Clito, flandrijski grof (* 1102)
- 15. december - Fulk I. d'Este, milanski mejni grof

Neznan datum
- Gerard I. Primiero, oglejski patriarh
- Tjandzuo, zadnji cesar dinastije Ljao (* 1075)